# Kitasenzo
Kitasenzo (北千束, Kitasenzo-ku) est une quartier de l'arrondissement de Ōta, à Tokyo, au Japon. 

## Géographie
Le quartier est situé dans la partie la plus au nord du quartier de Ōta. La partie nord borde le sud de l'arrondissement de Meguro.

## Transport
Les lignes Chinai Tōkyū Meguro et Tōkyū Ōimachi desservent le quartier.